# Jack Matthews
Pour les articles homonymes, voir Matthews.

a Compétitions nationales et continentales officielles uniquement.

b Matchs officiels uniquement.
Jack Matthews, né le 21 juin 1920 à Bridgend et mort le 18 juillet 2012 à Porthcawl, est un joueur de rugby gallois évoluant au poste de centre pour le pays de Galles et essentiellement pour le club de Cardiff RFC.

## Biographie
Né à Bridgend, Jack Matthews commence à jouer au rugby à XV avec le Bridgend RFC avant d'évoluer pour le Cardiff RFC de 1945 à 1953 avec un passage très court au Newport RFC lors de la saison 1948-1949. Il dispute son premier test match le 18 janvier 1947 contre l'équipe d'Angleterre et son dernier contre l'équipe de France le 19 avril 1951. Il joue un total de 17 matchs avec la sélection galloise. Il dispute également six test matchs avec les Lions britanniques en 1950 en Australie et en Nouvelle-Zélande. Il exerce la profession de médecin. Il meurt le 18 juillet 2012 à l'âge de 92 ans.

## Palmarès
- Grand Chelem en 1950
- victoire dans le Tournoi des Cinq Nations 1947

## Statistiques

### En équipe nationale
- 17 sélections pour le pays de Galles entre 1947 et 1951
- 12 points (4 essais)
- Sélections par année : 2 en 1947, 3 en 1948, 4 en 1949, 4 en 1950, 4 en 1951
- Participation à six tournois des Cinq Nations en 1947, 1948, 1949, 1950, 1951

### Avec les Lions britanniques
- 6 sélections avec les Lions en 1950